# اولویا لوئیس
اولویا لوئیس (به انگلیسی: Olivia Lewis) (زاده ۱۸ اکتبر ۱۹۷۸) خواننده مالتی است.
او در مسابقه آواز یوروویژن ۲۰۰۷ نماینده مالت بود.